# Snödroppsträdssläktet
Snödroppsträdssläktet  (Halesia) är ett växtsläkte i familjen storaxväxter som förekommer naturligt i östra Nordamerika och Kina. Det finns fyra arter i släktet. Flera arter odlas som trädgårdsväxter i Sverige.
Arterna i släktet bildar lövfällande buskar eller träd.
- Wikimedia Commons har media som rör Snödroppsträdssläktet.